# Henrique I de Navarra
Henrique I, o Gordo (fr: Henri, le Gros, es: Enrique, el Gordo; c. 1244 - 22 de Julho de 1274) foi Rei de Navarra (como Henrique I) e Conde de Champagne e de Brie (como Henrique III) desde Dezembro de 1270 até à sua morte. Foi o último filho de Teobaldo I de Navarra, da Casa de Blois, e da sua terceira mulher Margarida de Bourbon, da Casa de Dampierre, filha de Archambaud VIII, Senhor de Bourbon.

Brasão dos Reis de Navarra da Casa de Blois

Henrique de Navarra actuou como regente em Navarra do seu irmão, Teobaldo I de Navarra durante as inúmeras ausências deste em França, na corte do seu sogro Luís IX. Assumiu a regência uma última vez em 1270, quando o seu irmão acompanhou a Oitava Cruzada de Luís IX que visava conquistar Tunis, no Norte de África. O cerco de Tunis foi marcados pelas dificuldades do exército cristão - devido às péssimas condições sanitárias e à propagação de doenças, que vitimaram o próprio Rei Luís IX a 25 de Agosto de 1270. O status quo ante bellum foi acordado a 30 de Outubro e Teolbaldo I de Navarra encetou a viagem de regresso, durante a qual acabaria por morrer em Trapani, na Sicília, em Dezembro de 1270.
Na falta de descendentes do seu irmão, Henrique de Navarra foi proclamado Rei em Pamplona em Março de 1271, mas só foi coroado em Maio de 1273. O seu primeiro acto após a proclamação foi a jura solene do Foro de Navarra (Fuero general de Navarra), após a qual se deslocou a França para prestar vassalagem a Filipe III de França pelo Condado de Champagne e demais domínios senhoriais subordinados à Coroa de França.
Havia casado em 1269 com Branca de Artois, filha do Príncipe Roberto de França, Conde d'Artois, sobrinha de Louis IX e prima de Filipe III. Desta união resultaram dois filhos:
- Príncipe Teobaldo de Navarra (? - 1273), prometido à Infanta Violante de Castela, filha mais nova de Afonso X de Castela, morreu criança ao cair das muralhas do castelo de Estella.
- Joana I de Navarra (1271-1305), herdou o Reino de Navarra e os senhorios franceses de seu pai; a sua mãe, Branca d'Artois, levou-a para a corte de Paris após a morte de Henrique e negociou o casamento da filha com o seu primo co-sobrinho, o Príncipe-Herdeiro Filipe de França (depois Filipe IV).

Teve ainda um filho ilegítimo de que pouco se conhece:
- Henrique de Lacarra

Henrique I de Navarra morreu em 1274, com cerca de 30 anos, provavelmente devido à sua notória obesidade. Popularmente dir-se-ia que morreu afogado na sua própria gordura. Com a sua morte extinguiu-se a linha varonil da casa dos Condes de Champagne. É referido de forma oblíqua na Divina Comédia de Dante Alighieri - que foi seu contemporâneo - como um monarca de rosto gentil, que estava às portas do Purgatório e que era sogro da Peste de França.